# Pink Lady
Pink Lady (яп. ピンク・レディー Пинку Рэди:) — японский вокальный дуэт конца 70-х — начала 80-х годов. Участницами дуэта были две девушки, — Мицуё Нэмото и Кэйко Мацуда, — которым к моменту дебюта группы было по 18 лет.

## История
Карьера дуэта началась через месяц после того как в марте 1976 года Мицуё и Кэйко окончили школу. Они приняли участие в программе «Звезда родилась!» на японском NTV и успешно прошли испытания. В августе группа уже выпустила свой первый сингл, озаглавленный «Pepper Keibu» (яп. ペッパー警部, «Полицейский Пеппер»).
В конце 1970-х годов группа произвела на свет серию японских хитов номер 1.
Самый успешный их сингл «UFO» продался в 1,85 миллиона экземпляров.
В 1978 году пять синглов группы подряд возглавляли японский хит парад. Этот результат (пять синглов подряд на первом месте в течение одного года) оставался недостижимым ни для одного из артистов слабого пола до декабря 2010 года, когда группе AKB48 удалось его повторить.
По утверждению журнала Billboard от 16 июня 1979 года, к тому времени группа продала в Японии дисков на 72 миллиона долларов. Тогда же, 1979 году, Pink Lady дебютировали в США со своим первым американским синглом «Kiss in the Dark». C этой песней дуэт попал в первую сотню хит-парада Billboard (Billboard Hot 100), став первым японским артистом с 1963 года, кому это удалось.
1 сентября 1980 года группа провела пресс конференцию в Токио, на которой официально объявила, что прекратит своё существование в конце марта 1981 года. Участницы, которым было тогда по 22 года, планировали заняться сольными карьерами — Мицуё Нэмото как певица, а Кэйко Масуда как актриса на телевидении. Решение разойтись могло объясняться тем, что в конце 1979 года популярность группы резко упала. Последний ко времени объявления о распаде сингл «Sekai Eryuushi» продался в 10 с лишним раз меньшим тиражом, чем «UFO». А также разногласиями между участницами группы, о которых тогда ходили слухи.
К сентябрю 1980 года, по утверждению американского журнала Billboard, группа выпустила 18 синглов на 40 миллионов долларов и 12 альбомов на 26 миллионов долларов, а также заработала 34,6 миллиона долларов от появлений в рекламе и из других источников.

## Состав
- Мицуё Нэмото (яп. 根本 美鶴代, род. 9 марта 1958 г.)
- Кэйко Масуда (яп. 増田 恵子, род. 2 сентября 1957 г.)

## Дискография

### Синглы
1. «Pepper Keibu» (август 1976) — 4 место в хит-параде компании «Орикон»
2. «S.O.S.» (ноябрь 1976) — 1 неделя на 1 месте
3. «Carmen '77» (март 1977) — 5 недель на 1 месте
4. «Nagisa no Sindbad» (июнь 1977) — продан в 1 млн. экземпляров, 8 недель на 1 месте
5. «Wanted (Shimei Tehai)» (сентябрь 1977) — продан в 1,2 млн. экземпляров, 12 недель на 1 месте
6. «UFO» (декабрь 1977) — продан в 1,55 млн. экземпляров, 10 недель на 1 месте
7. «Southpaw» (март 1978) — продан в 1,46 млн. экземпляров, 9 недель на 1 месте
8. «Monster» (июнь 1978) — продан в 1,1 млн. экземпляров, 8 недель на 1 мест
9. «Tomei Ningen» (сентябрь 1978) — 4 недели на 1 месте
10. «Chameleon Army» (декабрь 1978) — 6 недель на 1 месте
11. «Zipangu» (март 1979) — 4 место
12. «Pink Typhoon» (кавер песни «In the Navy») (май 1979) — 6 место
13. «Nami Nori Pirates» (июль 1979) — 4 место
14. «Kiss in the Dark» (сентябрь 1979) — 19 место в Японии (Oricon), 37 место в США (Billboard Hot 100)
15. «Monday Mona Lisa Club» (сентябрь 1979) — 14 место
16. «Do Your Best» (декабрь 1979) — 36 место
17. «Ai Giri Giri» (март 1980) — 58 место
18. «Sekai Eiyuushi» (май 1980) — 45 место
19. «Utakata» (сентябрь 1980) — 48 место
20. «Remember» (кавер песни «Fame») (декабрь 1980) — 86 место
21. «Last Pretender» (январь 1981) — 85 место
22. «OH!» (март 1981) — 46 место

### Синглы, выпущенные после распада группы
- «Fushigi Love» (1984)
- «Pink Eyed Soul» (1996)
- «Televi ga Kita Hi» (2003) — 183 место

### Альбомы

#### Студийные альбомы
- Pepper Keibu (1977)
- Hoshi kara Kita Futari (1978)
- Pink Lady no Katsudou Ooutsushin (1978)
- Magical Musical Tour (1979)
- Kiss in the Dark (1979)
- We Are Sexy (1979)
- Turning Point (1980)
- Suspense (1984)

#### Концертные альбомы
- Challenge Concert (1977)
- Summer Fire '77 (1977)
- Bye Bye Carnival (1978)
- America! America! America! (1978)
- '78 Jumping Summer Carnival (1978)
- Live in Budokan (1979)
- Sayonara Pink Lady (1981)

#### Компиляции
- Best Hit Album (1977)
- Best Hit Album 2 (1978)
- Best Hit Album 3 (1979)
- Pink Lady (1981)
- Pink Lady BLOOD NEW (1987)
- Pink Lady HISTORY (1990)
- Remixes (1990)
- Pink Lady BEST ONE (1993)
- Pink Lady Best Selection (1996)
- Pink Lady Twin Best (1997)
- Rare Trax (2006)
- Mega Hits! (2006)
- Pink Lady Platinum Box (2006)
- Pink Lady - Yu Aku Works (2008)
- Pink Lady Golden Best (2009)
- INNOVATION (2010)
- Pink Lady Singles Premium (2011)

## Видеография

### VHS
- Pink Lady no Subete (1990)
- Pink Lady (1997)
- Pink Eyed Soul (1997)

### DVD
- Pink Lady & Jeff (2001)
- Pink Lady Last Tour UNFORGETTABLE FINAL OVATION (2005)
- Pink Lady no Katsudou Ooutsoshin (2006)
- Pink Lady Night (2010)